# Lancia Lybra
La Lancia Lybra (codice progettuale Tipo 839) è un'automobile prodotta dalla casa automobilistica italiana Lancia dal 1999 al 2006, dapprima nello Stabilimento Fiat di Rivalta e poi a Mirafiori.

## Storia e contesto
La fine degli anni '90 fu un periodo buio per il gruppo italiano Fiat e le sue controllate automobilistiche. Le perdite aumentavano e il management del gruppo, guidato dal finanziere italo-americano Fresco, ex numero due di General Electric, era determinato a disinvestire dalla divisione automobilistica.
Il modello nasce per sostituire l'ormai anziana Lancia Dedra, ed utilizza il pianale "Tipo 2 evoluzione 3" progettato per l'Alfa Romeo 156 (È la stessa piattaforma utilizzata nella Fiat Bravo/Brava/Marea), ma con sospensioni differenti e più votate al comfort: anteriori McPherson al posto dei quadrilateri alti (esclusiva Alfa Romeo) e sospensioni posteriori BLG (a bracci longitudinali guidati) più confortevoli, meno ingombranti, ma anche sostanzialmente inferiori nelle prestazioni rispetto ai McPherson montate su Alfa Romeo.
La vettura debutta nel marzo 1999 e viene posta in vendita nel settembre dello stesso anno.
È disponibile sin dal lancio nelle declinazioni berlina tre volumi e Station Wagon, viene assemblata per i primi anni sulle catene di montaggio dell'impianto di Rivalta e alla chiusura e vendita dello stesso (anno 2002) spostata a Mirafiori, dove già avveniva la produzione del propulsore 1.6 16V Torque, erano invece prodotti nello stabilimento di Pratola Serra ad Avellino gli altri propulsori quali il 1.8 VVT 16v e il 2.0 20v a benzina e i turbodiesel JTD 8v e 10v in cilindrate di 1.9 e 2.4 rispettivamente 4 e 5 cilindri. Tutti i propulsori erano all'altezza, ma i più popolari furono i diesel poiché offrivano ottimi consumi, note doti di affidabilità e grandi prestazioni, superiori a quelle dichiarate. Nelle ultime versioni, il 1.9 da 115 cv permetteva di raggiungere una punta massima di circa 195 km/h e il 2.4 da 150 cv circa 210 km/h
Il testimonial per gli spot pubblicitari di lancio della versione berlina e della station wagon è stato l'attore americano Harrison Ford che interpretava un benestante facoltoso.

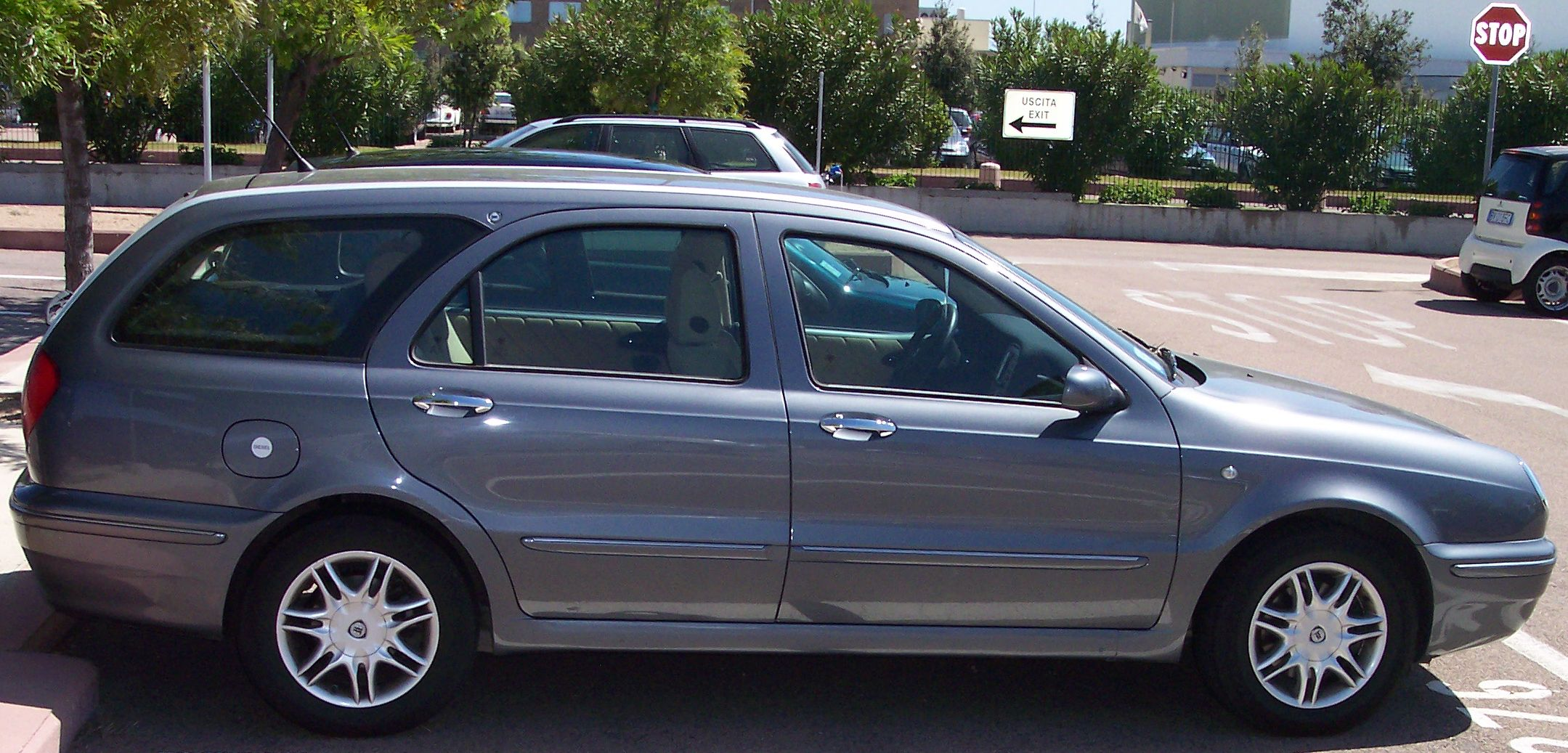
La Lybra Station wagon, vista laterale

Sin dal suo debutto, la Lybra ha visto davanti a sé una strada commerciale tutta in salita, un po' per la perdita di consenso nei confronti del marchio Lancia, dai primi anni novanta alle prese con una sempre più acuta crisi di immagine (ancora pesava in quel frangente l'insuccesso della seconda generazione della Delta, lontanissima dall'eguagliare l'eccellenza tecnica che rese celebre la sua antenata), ma poi anche per la linea poco sportiva e dal gusto rétro. Deliberatamente ricercata dai vertici Fiat per fare della Lancia un marchio cosiddetto premium; ovvero teso a riaffermare una certa idea del comfort e dell'eleganza, di modo da non creare concorrenza interna alla senz'altro valida e sportiva Alfa Romeo 156; che proprio in quegli anni stava riaffermando in tutta Europa il marchio di Arese. Per questo, la gran parte degli esemplari costruiti è finita all'interno del mercato domestico. In Italia la Lybra ha certamente registrato nel primo periodo di commercializzazione un buon successo di vendite, in particolare come vettura aziendale di rappresentanza e perlopiù nell'allestimento LX della versione SW (caratterizzato da selleria in Alcantara, volante e cloche del cambio rivestiti in pelle).
Tuttavia, il successo conseguito in Italia era destinato a durare poco. Questo, a causa di un mancato aggiornamento stilistico e tecnologico che il gruppo Fiat avrebbe dovuto affrontare per rilanciarne le vendite verso la metà della carriera. Infatti la Lybra, contrariamente alla prassi corrente, non beneficiò di alcun ritocco estetico nel corso del tempo e soltanto i motori diesel guadagnarono una manciata di cavalli con leggere evoluzioni. Propulsori a benzina, trasmissioni, elettronica, abitacolo, rimasero uguali per tutti gli anni di produzione.
Nel novembre 2002 viene presentata al Motor Show di Bologna la Lybra Emblema, versione di punta della gamma con carrozzeria bicolore ispirata nella verniciatura alla Lancia Flaminia Coupé del 1963. Si tratta di uno dei pochi aggiornamenti alla gamma che ha interessato anche i rivestimenti interni con l’introduzione di nuove sellerie e nuovi pellami.
Nel luglio 2006 la casa automobilistica cinese Zotye stringe un accordo con Fiat per l’acquisizione della licenza di produzione della Lybra sia in versione berlina che wagon con motore 1.6 Torque. La Zotye inizialmente aveva in programma di rilanciare la vettura in Cina modificandone l'estetica e la denominazione, assemblandola interamente nel proprio stabilimento con le scocche e tutti i componenti inviati da Mirafiori. Dopo la presentazione avvenuta in Cina nel 2007 e dopo le omologazioni ricevute dal Ministero dei Trasporti Cinese il progetto è stato cancellato. Una probabile causa era dovuta agli altri costi di produzione dovuti sia all’importazione dei componenti dall’Italia, sia all’intero progetto della vettura che non sarebbe stato competitivo rispetto alla concorrenza low cost cinese.
Con il termine della produzione, l'unica sostituta indiretta mediamente simile è stata la Lancia Delta del 2008.

## Stile

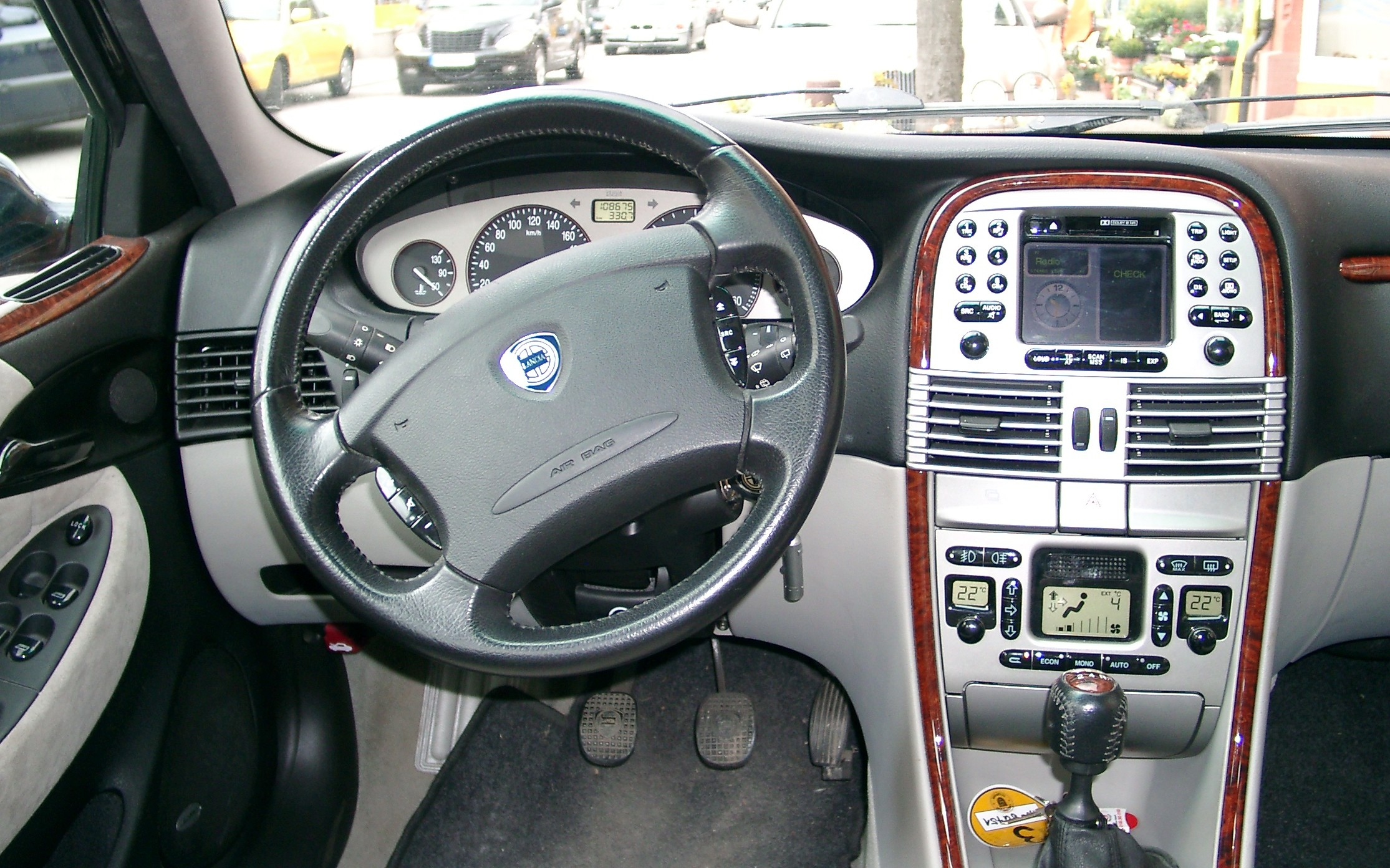
Vista dell'interno

### Esterni
Lo stile esterno di Lybra segnò un chiaro allontanamento dalle forme rigorose e squadrate delle Lancia degli anni 80-90. La nuova nata di casa Lancia si ispirava infatti alle auto degli anni cinquanta come l'Aurelia e l'Appia caratterizzate dai fari tondi e da linee morbide e arrotondate. Il coefficiente di resistenza aerodinamica era contenuto nel valore di 0,31 per la versione berlina.

### Interni
Per quanto riguarda gli interni, il salto di qualità rispetto al passato è evidente: oltre ai tessuti di serie si possono scegliere quelli in alcantara o in pelle (successivamente affiancati da materiali quali suhara, madras e misto pelle/alcantara per la versione Intensa), con vari colori; inoltre si presenta una piccola gamma di rifiniture: da quella più sportiva, l'alluminio, a quella più elegante: la radica di noce. Grazie a quest'ultima rifinitura la berlina presa in esame assume il livello di berlina di classe medio-alta.
Inoltre è stato introdotto un efficiente impianto HiFi denominato ICS, acronimo di Integrated Control System, perfettamente integrato nel cruscotto, correttamente posizionato al centro, ben visibile sia dal guidatore che dagli altri occupanti la vettura. Esso è stato sviluppato in due versioni: la prima è di produzione Grundig dotato di ampio e chiaro display LCD comprendente le funzioni di gestione radio AM/FM con ampia gestione dell'RDS, lettore audiocassetta integrato e controllo del caricatore CD a 6 dischi posizionato nel bagagliaio, oltre a funzioni di computer di bordo, controllo consumi e medie andature. Tale impianto è inoltre preposto al collegamento con un telefono cellulare, tramite kit originale Lancia. La vettura dispone infatti di una antenna per migliorare la ricezione telefonica del telefono cellulare connesso. La seconda versione dell'ICS realizzata congiuntamente da Becker e Siemens prevede, oltre alle già menzionate caratteristiche della versione base, anche evolute funzioni di navigatore GPS con chiari comandi vocali e connettività GSM attraverso il telefono vivavoce. In questo secondo caso si aggiunge un ulteriore caricatore di dischi nel bagagliaio di produzione Becker, atto a contenere il disco con la cartografia per il navigatore satellitare. In entrambi i casi è disponibile un sistema audio di produzione Bose dotato di altoparlanti due vie sul fronte anteriore, altoparlanti doppio cono sul fronte posteriore e subwoofer nel bagagliaio. Nella versione full optional è presente il pacchetto acustico della Bose.
Le antenne per le frequenze AM/FM sono collocate all'interno del lunotto posteriore (berlina) o nel cristallo posteriore sinistro (station wagon). L'antenna sul tetto è invece la già menzionata antenna GSM.
Al di sotto dell'ICS sono presenti due bocchette frontali per l'impianto di climatizzazione, un porta bicchieri ed un porta tessere.
L'impianto di climatizzazione del tipo bizona è interamente automatico e controlla la temperatura, la distribuzione, la portata e la qualità dell'aria. L'impianto dispone di bocchette frontali e inferiori per i passeggeri anteriori, ed una bocchetta centrale e due sotto le sedute anteriori per i passeggeri posteriori. Il gruppo riscaldatore-condizionatore ha una portata d'aria pari a 420 m²/h e dispone di una funzione di disappannamento rapido del parabrezza, detta maxdef e azionabile con un apposito tasto per 45 secondi. Le richieste di temperature nelle due zone destra e sinistra sono controllate anche da un sensore di irraggiamento solare, in grado di percepire sia il valore, che la direzione della radiazione, ovvero la simmetria dell'irraggiamento e l'angolo di incidenza dei raggi solari. Viene controllata in automatico anche la qualità dell'aria. In presenza di un elevato tasso di inquinamento, l'A.Q.S (air quality sensor) attiva automaticamente il ricircolo. Le versioni JTD della vettura dispongono inoltre di un sistema supplementare di riscaldamento, in grado di riscaldare l'abitacolo e disappannare il parabrezza in tempi celeri anche con basse temperature esterne.
Nella parte inferiore del mobiletto centrale troviamo il posacenere con una presa 12v, più in basso uno scompartimento illuminato da luce verde.
Gli interni sono illuminati all'apertura delle portiere da una grande plafoniera centrale anteriore e due altri piccoli punti luce per i passeggeri anteriori, con accensione e spegnimento progressivo. Nascosti dietro i due parasole anteriori altre due lampade. Infine, per gli sportelli anteriori, una luce di cortesia nella parte inferiore delle portiere consente di vedere dove si mettono i piedi. Tutte le portiere dispongono di un piccolo led dietro ciascuna maniglia, che consente di individuare la maniglia anche di notte o da chi non conosce la vettura.
I sedili posteriori sono sdoppiatili in 1/3 o 2/3. Lo schienale del sedile posteriore centrale può trasformarsi in un pratico bracciolo nel caso di 2 soli passeggeri sul divano posteriore. Dietro tale bracciolo è inoltre possibile accedere al bagagliaio.
Il bagagliaio presenta, nelle versioni berlina e station wagon, due scompartimenti: lo scompartimento sinistro è atto a contenere il caricatore CD a 6 dischi ed il secondo caricatore dischi per la cartografia (solo per gli allestimenti con navigatore); lo scompartimento destro contiene subwoofer per gli allestimenti con impianto Bose, altrimenti è vuota. Nel bagagliaio è inoltre presente una presa accendisigari 12v e due punti luce azionati all'apertura del portellone.
Sono di serie inoltre su tutti gli allestimenti vetri atermici di classe 3, in grado di assorbire quasi del tutto la radiazione solare infrarossa.

## Motorizzazioni
| Modello         | Disponibilità          | Motore                       | Cilindrata cm³ | Potenza         | Distribuzione          | Coppia Max (N m) |
| 1.6 16V         | dal debutto al 2000    | 4 cilindri in linea, Benzina | 1.581          | 76 kW (103 CV)  | 4 valvole per cilindro | 144              |
| 1.6 16V         | dal 2000               | 4 cilindri in linea, Benzina | 1.596          | 76 kW (103 CV)  | 4 valvole per cilindro | 145              |
| 1.8 16V         | dal debutto al 2000    | 4 cilindri in linea, Benzina | 1.747          | 96 kW (131 CV)  | 4 valvole per cilindro | 164              |
| 1.8 16V         | dal 2000               | 4 cilindri in linea, Benzina | 1.747          | 96 kW (131 CV)  | 4 valvole per cilindro | 156              |
| 2.0 20V         | dal debutto al 2000    | 5 cilindri in linea, Benzina | 1.998          | 113 kW (154 CV) | 4 valvole per cilindro | 186              |
| 2.0 20V         | dal 2000               | 5 cilindri in linea, Benzina | 1.998          | 110 kW (150 CV) | 4 valvole per cilindro | 181              |
| 2.4 20V         | solo versioni Protecta | 5 cilindri in linea, Benzina | 2.446          | 125 kW (170 CV) | 4 valvole per cilindro | 226              |
| 1.9 JTD 8V 105  | dal debutto al 2000    | 4 cilindri in linea, Diesel  | 1.910          | 77 kW (105 CV)  | 2 valvole per cilindro | 255              |
| 1.9 JTD 8V 110  | dal 2000 al 2001       | 4 cilindri in linea, Diesel  | 1.910          | 81 kW (110 CV)  | 2 valvole per cilindro | 275              |
| 1.9 JTD 8V 115  | dal 2001               | 4 cilindri in linea, Diesel  | 1.910          | 85 kW (116 CV)  | 2 valvole per cilindro | 275              |
| 2.4 JTD 10V 135 | dal debutto al 2000    | 5 cilindri in linea, Diesel  | 2.387          | 100 kW (136 CV) | 2 valvole per cilindro | 304              |
| 2.4 JTD 10V 140 | dal 2000 al 2002       | 5 cilindri in linea, Diesel  | 2.387          | 103 kW (140 CV) | 2 valvole per cilindro | 304              |
| 2.4 JTD 10V 150 | dal 2002               | 5 cilindri in linea, Diesel  | 2.387          | 110 kW (150 CV) | 2 valvole per cilindro | 308              |

Le motorizzazioni rispettano le normative Euro 2 fino al 2000 ed Euro 3 dal 2000 in poi.

## Scheda tecnica
| Caratteristiche tecniche - Lancia Lybra 1.9 jtd Station Wagon                                                                           | Caratteristiche tecniche - Lancia Lybra 1.9 jtd Station Wagon | Caratteristiche tecniche - Lancia Lybra 1.9 jtd Station Wagon | Caratteristiche tecniche - Lancia Lybra 1.9 jtd Station Wagon | Caratteristiche tecniche - Lancia Lybra 1.9 jtd Station Wagon | Caratteristiche tecniche - Lancia Lybra 1.9 jtd Station Wagon |
| Configurazione | Configurazione | Configurazione | Configurazione | Configurazione | Configurazione |
| --- | --- | --- | --- | --- | --- |
| Carrozzeria: familiare a 5 porte | Carrozzeria: familiare a 5 porte | Posizione motore: anteriore trasversale | Posizione motore: anteriore trasversale | Trazione: anteriore | Trazione: anteriore |
| Dimensioni e pesi | | | | | |
| Ingombri (lungh.×largh.×alt. in mm): 4466 × 1743 × 1470                                                                                 | Ingombri (lungh.×largh.×alt. in mm): 4466 × 1743 × 1470 | Ingombri (lungh.×largh.×alt. in mm): 4466 × 1743 × 1470 | Ingombri (lungh.×largh.×alt. in mm): 4466 × 1743 × 1470 | Diametro minimo sterzata: 10,5 m | Diametro minimo sterzata: 10,5 m |
| Interasse: 2593 mm | Interasse: 2593 mm | Carreggiate: anteriore 1496 - posteriore 1457 mm | Carreggiate: anteriore 1496 - posteriore 1457 mm | Altezza minima da terra: 150 mm | Altezza minima da terra: 150 mm |
| Posti totali: 5 | Posti totali: 5 | Bagagliaio: 420 l | Bagagliaio: 420 l | Serbatoio: 60 l, di cui 8 di riserva | Serbatoio: 60 l, di cui 8 di riserva |
| Masse | / in ordine di marcia: 1350 kg / rimorchiabile: 1400 kg | / in ordine di marcia: 1350 kg / rimorchiabile: 1400 kg | / in ordine di marcia: 1350 kg / rimorchiabile: 1400 kg | / in ordine di marcia: 1350 kg / rimorchiabile: 1400 kg | / in ordine di marcia: 1350 kg / rimorchiabile: 1400 kg |
| Meccanica | | | | | |
| Tipo motore: JTD, endotermico monoturbo da 4 cilindri in linea, a ciclo Diesel, raffreddato ad acqua / Rapporto di compressione: 18,5:1 | Tipo motore: JTD, endotermico monoturbo da 4 cilindri in linea, a ciclo Diesel, raffreddato ad acqua / Rapporto di compressione: 18,5:1                                           | Tipo motore: JTD, endotermico monoturbo da 4 cilindri in linea, a ciclo Diesel, raffreddato ad acqua / Rapporto di compressione: 18,5:1                                           | Cilindrata: (alesaggio×corsa: 82×90,4 mm) 1910 cm³ | Cilindrata: (alesaggio×corsa: 82×90,4 mm) 1910 cm³ | Cilindrata: (alesaggio×corsa: 82×90,4 mm) 1910 cm³ |
| Distribuzione: con singolo albero a camme in testa, 2 valvole per cilindro                                                              | Distribuzione: con singolo albero a camme in testa, 2 valvole per cilindro | Distribuzione: con singolo albero a camme in testa, 2 valvole per cilindro | Alimentazione: common rail a iniezione diretta ad alta pressione con sovralimentazione e intercooler; turbocompressore Garrett GT15 a geometria variabile azionato dai gas di scarico con valvola di regolazione della pressione di sovralimentazione | Alimentazione: common rail a iniezione diretta ad alta pressione con sovralimentazione e intercooler; turbocompressore Garrett GT15 a geometria variabile azionato dai gas di scarico con valvola di regolazione della pressione di sovralimentazione | Alimentazione: common rail a iniezione diretta ad alta pressione con sovralimentazione e intercooler; turbocompressore Garrett GT15 a geometria variabile azionato dai gas di scarico con valvola di regolazione della pressione di sovralimentazione |
| Prestazioni motore | Potenza: 115 CV (85 kW) a 4000 giri/min / Coppia: 275 N·m a 2000 giri/min | Potenza: 115 CV (85 kW) a 4000 giri/min / Coppia: 275 N·m a 2000 giri/min | Potenza: 115 CV (85 kW) a 4000 giri/min / Coppia: 275 N·m a 2000 giri/min | Potenza: 115 CV (85 kW) a 4000 giri/min / Coppia: 275 N·m a 2000 giri/min | Potenza: 115 CV (85 kW) a 4000 giri/min / Coppia: 275 N·m a 2000 giri/min |
| Accensione: | Accensione: | Accensione: | Impianto elettrico: da 12 V | Impianto elettrico: da 12 V | Impianto elettrico: da 12 V |
| Frizione: | Frizione: | Frizione: | Cambio: manuale a 5 rapporti + RM | Cambio: manuale a 5 rapporti + RM | Cambio: manuale a 5 rapporti + RM |
| Telaio | | | | | |
| Corpo vettura | pianale Fiat C | pianale Fiat C | pianale Fiat C | pianale Fiat C | pianale Fiat C |
| Sterzo | a pignone e cremagliera, servosterzo idraulico | a pignone e cremagliera, servosterzo idraulico | a pignone e cremagliera, servosterzo idraulico | a pignone e cremagliera, servosterzo idraulico | a pignone e cremagliera, servosterzo idraulico |
| Sospensioni | anteriori: MacPherson, barra antirollio / posteriori: BLG, molle a elica, ammortizzatori a gas pressurizzato, telescopici, a doppio effetto, barra antirollio                     | anteriori: MacPherson, barra antirollio / posteriori: BLG, molle a elica, ammortizzatori a gas pressurizzato, telescopici, a doppio effetto, barra antirollio                     | anteriori: MacPherson, barra antirollio / posteriori: BLG, molle a elica, ammortizzatori a gas pressurizzato, telescopici, a doppio effetto, barra antirollio                                                                                         | anteriori: MacPherson, barra antirollio / posteriori: BLG, molle a elica, ammortizzatori a gas pressurizzato, telescopici, a doppio effetto, barra antirollio                                                                                         | anteriori: MacPherson, barra antirollio / posteriori: BLG, molle a elica, ammortizzatori a gas pressurizzato, telescopici, a doppio effetto, barra antirollio                                                                                         |
| Freni | anteriori: a disco con pinze a 1 pistoncino, sistema antibloccaggio, servofreno a depressione da 8″ / posteriori: a disco, sistema antibloccaggio, servofreno a depressione da 8″ | anteriori: a disco con pinze a 1 pistoncino, sistema antibloccaggio, servofreno a depressione da 8″ / posteriori: a disco, sistema antibloccaggio, servofreno a depressione da 8″ | anteriori: a disco con pinze a 1 pistoncino, sistema antibloccaggio, servofreno a depressione da 8″ / posteriori: a disco, sistema antibloccaggio, servofreno a depressione da 8″                                                                     | anteriori: a disco con pinze a 1 pistoncino, sistema antibloccaggio, servofreno a depressione da 8″ / posteriori: a disco, sistema antibloccaggio, servofreno a depressione da 8″                                                                     | anteriori: a disco con pinze a 1 pistoncino, sistema antibloccaggio, servofreno a depressione da 8″ / posteriori: a disco, sistema antibloccaggio, servofreno a depressione da 8″                                                                     |
| Pneumatici | 195/65 R15 91H / Cerchi: 6J×15H2 | 195/65 R15 91H / Cerchi: 6J×15H2 | 195/65 R15 91H / Cerchi: 6J×15H2 | 195/65 R15 91H / Cerchi: 6J×15H2 | 195/65 R15 91H / Cerchi: 6J×15H2 |
| Prestazioni dichiarate | | | | | |
| Velocità: 190 km/h | Velocità: 190 km/h | Velocità: 190 km/h | Accelerazione: 0–100 km/h in 11 s | Accelerazione: 0–100 km/h in 11 s | Accelerazione: 0–100 km/h in 11 s |
| Consumi | urbano: 8,4 l/100 km; extraurbano: 4,8 l/100 km; combinato: 6,1 l/100 km | urbano: 8,4 l/100 km; extraurbano: 4,8 l/100 km; combinato: 6,1 l/100 km | urbano: 8,4 l/100 km; extraurbano: 4,8 l/100 km; combinato: 6,1 l/100 km | urbano: 8,4 l/100 km; extraurbano: 4,8 l/100 km; combinato: 6,1 l/100 km | urbano: 8,4 l/100 km; extraurbano: 4,8 l/100 km; combinato: 6,1 l/100 km |
| Omologazione: Euro 3 | Omologazione: Euro 3 | Omologazione: Euro 3 | Emissioni CO2: 162 g/km | Emissioni CO2: 162 g/km | Emissioni CO2: 162 g/km |
| Fonte dei dati: Lancia Lybra - Uso e Manutenzione (PDF). URL consultato il 23 giugno 2021.                                              | | | | | |

## Le Lybra e lo Stato Italiano
La Lybra è stata adottata nel 2005 dalla Polizia Penitenziaria che ne ha acquistato un certo numero in versione station wagon nell'allestimento Emblema con motorizzazione 2.4 Jtd da 150 CV. L'auto è poi largamente utilizzata come auto blu, sia in versione blindata che normale.
La versione blindata è stata denominata Lybra Protecta ed è allestita dalla FIAT presso gli stabilimenti della Repetti, inoltre è riconoscibile attraverso i cerchi a 5 bulloni, che le altre versioni non hanno.